# Pottiales

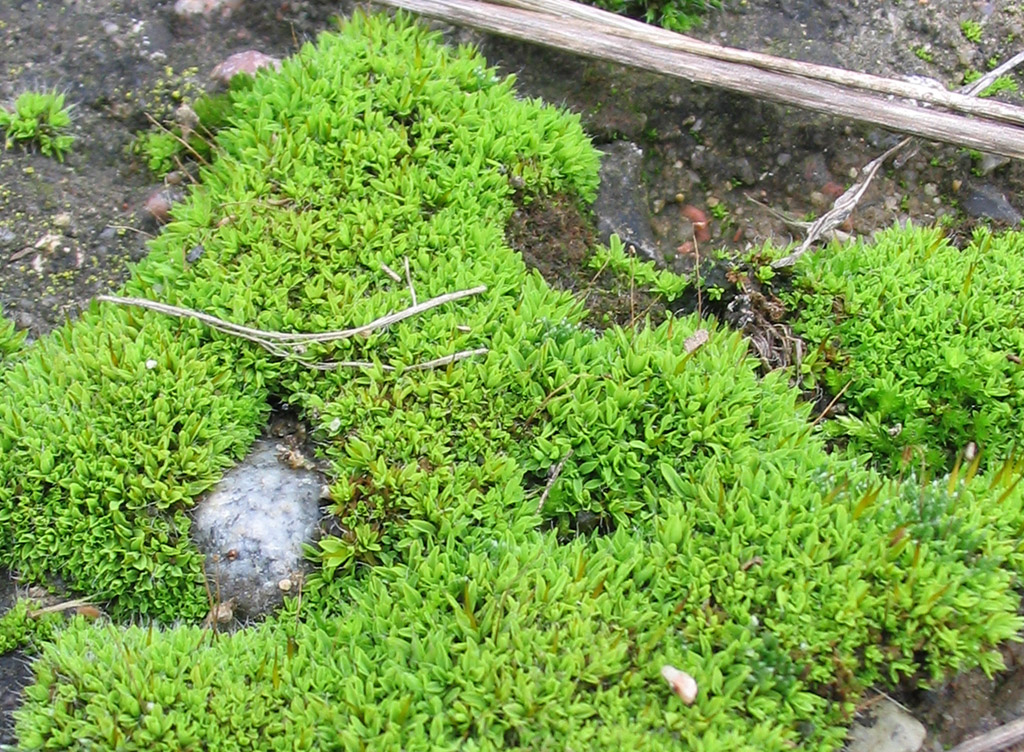
Tortula muralis.

Pottiales é uma ordem de musgos pertencente à subclasse Dicranidae com distribuição natural cosmopolita. Agrupa cerca de 1500 espécies repartidas por 5 famílias. Algumas das espécies ocorrem em habitats xéricos (secos), o que diferencia este grupo da generalidade dos musgos.

## Descrição
Os musgos desta ordem são quase exclusivamente acrocárpicos, com hastes geralmente verticais e apenas ligeiramente ramificadas. Os filídios ("folhas") são geralmente de forma ovalada ou espatulada. As células da lâmina do filídio são geralmente arredondadas e muitas vezes fortemente papilosas. As células da camada inferior são separadas das da página superior e hialinas (translucentes). Os filídios apresentam geralmente uma nervura, por vezes espessa e forte.
A cápsula é erecta, quase vertical, de redonda a cilíndrica. O peristoma é formado por 16 dentes, mas pode estar ausente.
A distribuição e ocorrência do grupo caracteriza-se pela preferência por habitats terrestres ricos em luz e muitas vezes também secos, o que o diferencia dos hábitos ombrófilos da maioria dos musgos. Os representantes da ordem apresentam distribuição natural generalizada em todo o mundo (cosmpopolita).

## Sistemática
A ordem Pottiales está repartida em 5 famílias, das quais a maior, agrupando a vasta maioria das espécies do grupo, é a família Pottiaceae:
- Ordem Pottiales
  - Família Pottiaceae, 1425 espécies, cosmopolita;
  - Família Ephemeraceae, 38 espécies, quase cosmopolita;
  - Família Hypodontiaceae, 2 espécies, sul da África;
  - Família Pleurophascaceae, 3 espécies, Australásia;
  - Família Serpotortellaceae, 2 espécies, epífitas de Madagáscar e Réunion.

## Literatura
- Jan-Peter Frahm, Wolfgang Frey: Moosflora (= UTB. 1250). 4., neubearbeitete und erweiterte Auflage. Ulmer, Stuttgart 2004, ISBN 3-8252-1250-5.
- Jan-Peter Frahm: Biologie der Moose. Spektrum Akademischer Verlag, Heidelberg u. a. 2001, ISBN 3-8274-0164-X.